# 竜陵県
竜陵県（りゅうりょう-けん）は中華人民共和国雲南省保山市に位置する県。

## 地理
サルウィン川（怒江）の西岸に位置する。

## 歴史
旧称をタイ語で“陵墓”を意味する勐竜と称した。
- 1687年 - （康熙26年）に竜陵と改称され、1770年（乾隆35年）に初めて竜陵庁が設置。
- 1913年 - 県制が施行される。
- 1944年 - 拉孟・騰越の戦いが勃発。
- 1949年10月1日 - 中華人民共和国雲南省保山専区が成立。保山県・竜陵県・騰衝県・昌寧県・鎮康県・双江県・潞西設治局・梁河設治区・盈江設治区・蓮山設治区・瑞麗設治局・隴川設治区・瀘水設治区・耿馬設治区が発足。(6県2設治局6設治区)
- 1963年12月18日 - 徳宏タイ族チンポー族自治州竜陵県が成立。
- 1970年 - 保山専区が保山地区に改称。(5県)
- 1983年9月9日 - 保山県が市制施行し、保山市となる。(1市4県)
- 2000年12月30日 - 保山地区が地級市の保山市に昇格(1区4県)し、竜陵県が行政管轄下に編入。

## 行政区画
下部に5鎮、4郷、1民族郷を管轄する。
- 鎮
  - 竜山鎮、鎮安鎮、勐糯鎮、臘勐鎮、象達鎮
- 郷
  - 竜江郷、碧寨郷、竜新郷、平達郷
- 民族郷
  - 木城イ族リス族郷

## 交通

### 鉄道
- 中国国家鉄路集団
  - 中国鉄路昆明局集団公司
    - 大瑞線（建設中）

### 道路

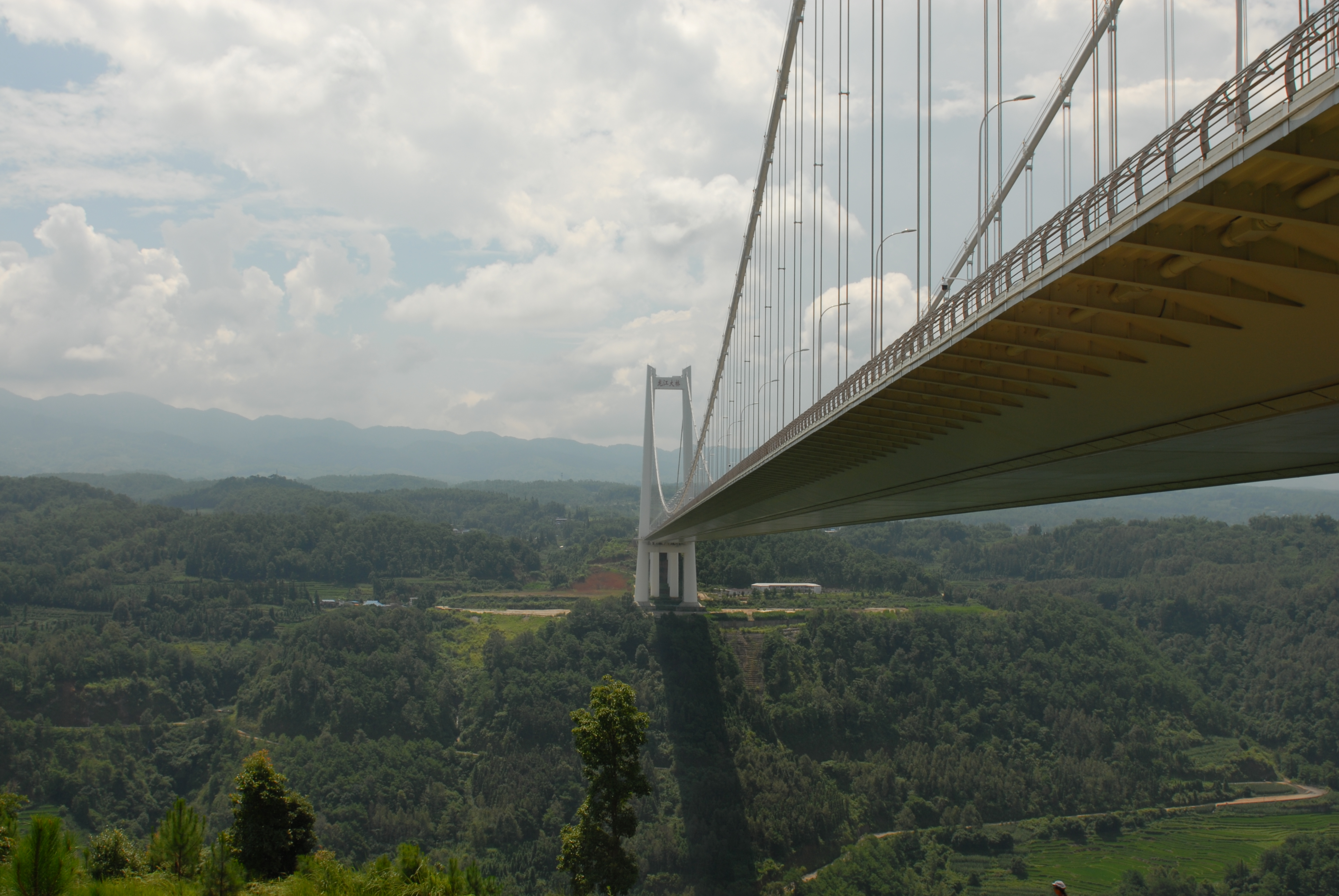
保騰高速道路竜江特大橋

- 高速道路
  - 杭瑞高速道路
  - 天猴高速道路（保騰高速道路）
- 国道
  - G319国道（中国語版）
  - G320国道
  - G556国道（中国語版）
- 省道
  -  231省道

## 健康・医療・衛生
- 竜陵県人民医院
- 竜陵県中医医院
- 竜陵県婦幼保健院